# Triphora aporema
Triphora aporema is een slakkensoort uit de familie van de Triphoridae. De wetenschappelijke naam van de soort is voor het eerst geldig gepubliceerd in 1980 door Rehder.